# Шпреепарк
Шпреепарк (парк культуры и отдыха Плентервальд) — заброшенный парк развлечений в Берлине.

## История
Парк был открыт в 1969 году.

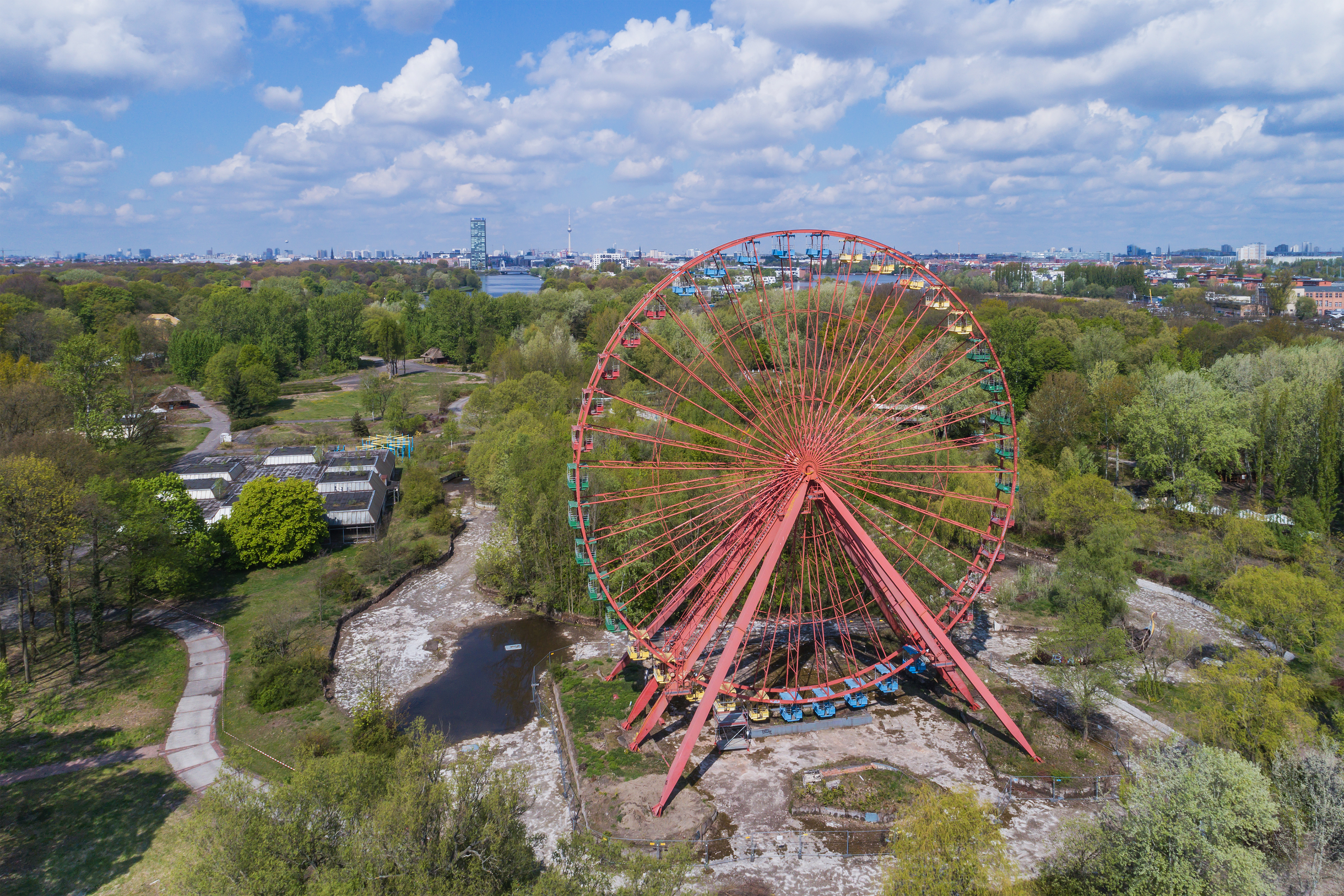
Колесо обозрения в 2017

В 2001 году оператор Шпреепарка объявил о неплатёжеспособности.
18 января 2002 года Норберт Витте вместе со своей семьёй и сотрудниками переехал в Лиму. Они взяли шесть аттракционов с собой с разрешения властей, которые считали, что их забирают на ремонт.
В 2002 году парк не открылся для посетителей. В августе того же года парк был признан неплатёжеспособным. У них накопились долги в 11 миллионов евро. Колесо обозрения стояло до 2021 года и не работало с момента закрытия парка. Кроме того, на территории Шпреепарка всё ещё можно найти останки других аттракционов.
В 2011 году в парке снималась сцена для боевика «Ханна. Совершенное оружие», а также видеоклип на сингл «Run Dry» немецкой группы Sizarr.
Норберт Витте потерпел неудачу в своей попытке запустить «Лунапарк» в Лиме. 19 мая 2004 года он был приговорен к семи годам тюремного заключения за попытку контрабанды 180 кг кокаина на сумму 14 миллионов фунтов стерлингов из Перу в Германию на мачтах перевозимого аттракциона Fliegender Teppich (в переводе «ковёр-самолёт»). В октябре 2006 года суд приговорил сына Виттеса Марселя Витте к 20 годам за контрабанду наркотиков.
После 2011 года стали предлагаться экскурсии с гидом для публики до 2014 года.
В марте 2014 года город купил Шпреепарк, и экскурсии с гидом закончились. Город выбрал компанию Грюн-Берлин для восстановления парка. Планируется восстановить и сохранить территории природного комплекса для рационального и культурного использования.
Вечером 10 августа 2014 года большая часть парка сгорела в результате пожара. По сообщениям, пожарные обнаружили два очага на расстоянии 200 метров друг от друга. Это указывает на то, что поджоги могли быть устроены преднамеренно. Уже на следующий день были задержаны четверо поджигателей, трое из которых признались в содеянном.
8 января 2021 года был произведён демонтаж колеса обозрения.
К концу 2024 года должна завершиться реконструкция парка. Открытие произойдёт на Пасху 2025 года. Вновь возведённое колесо обозрения получит дополнительные опоры, а вокруг него будет водоём с гондолами.

## Галерея

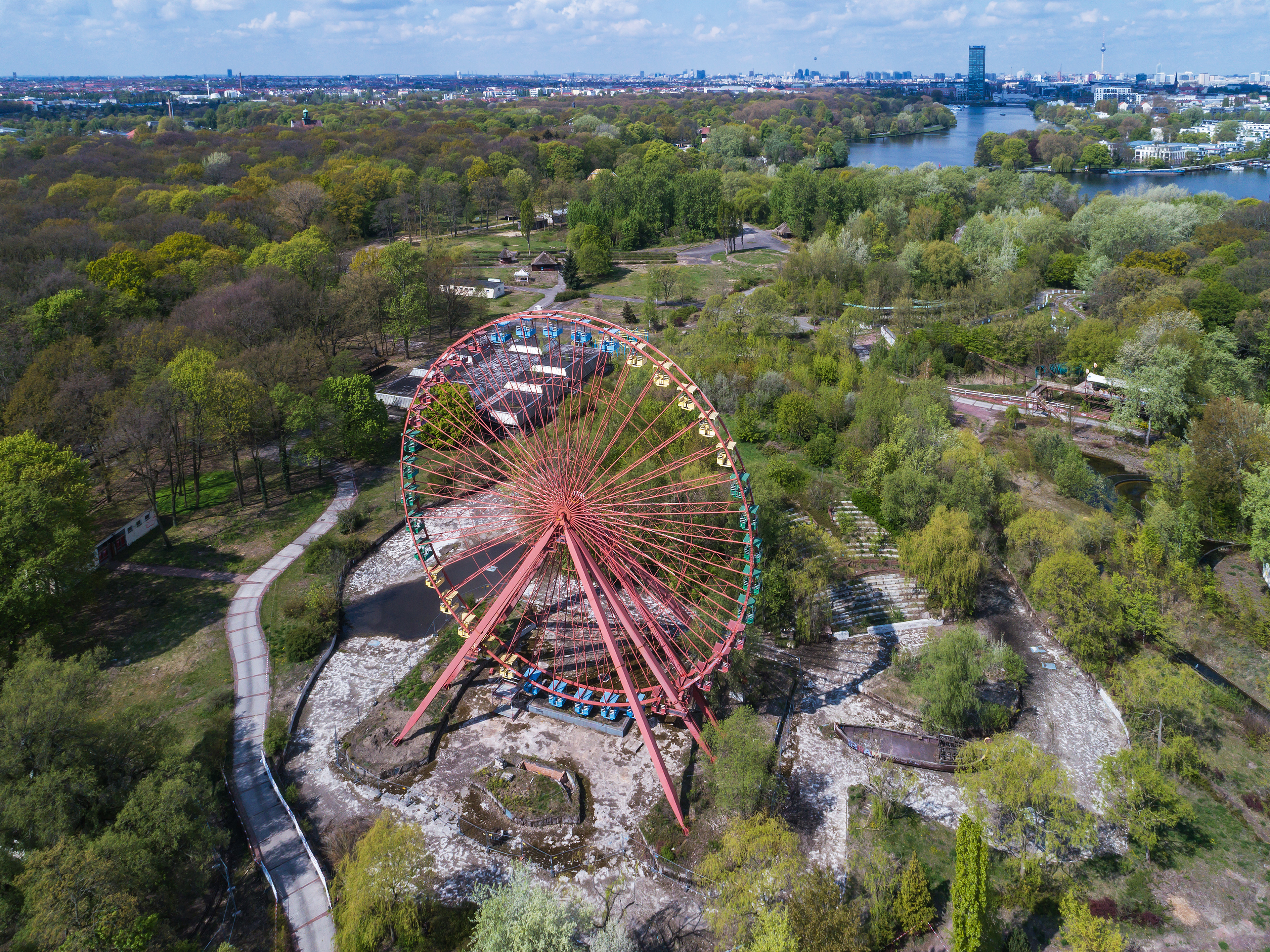
Вид на колесо обозрения с высоты птичьего полёта
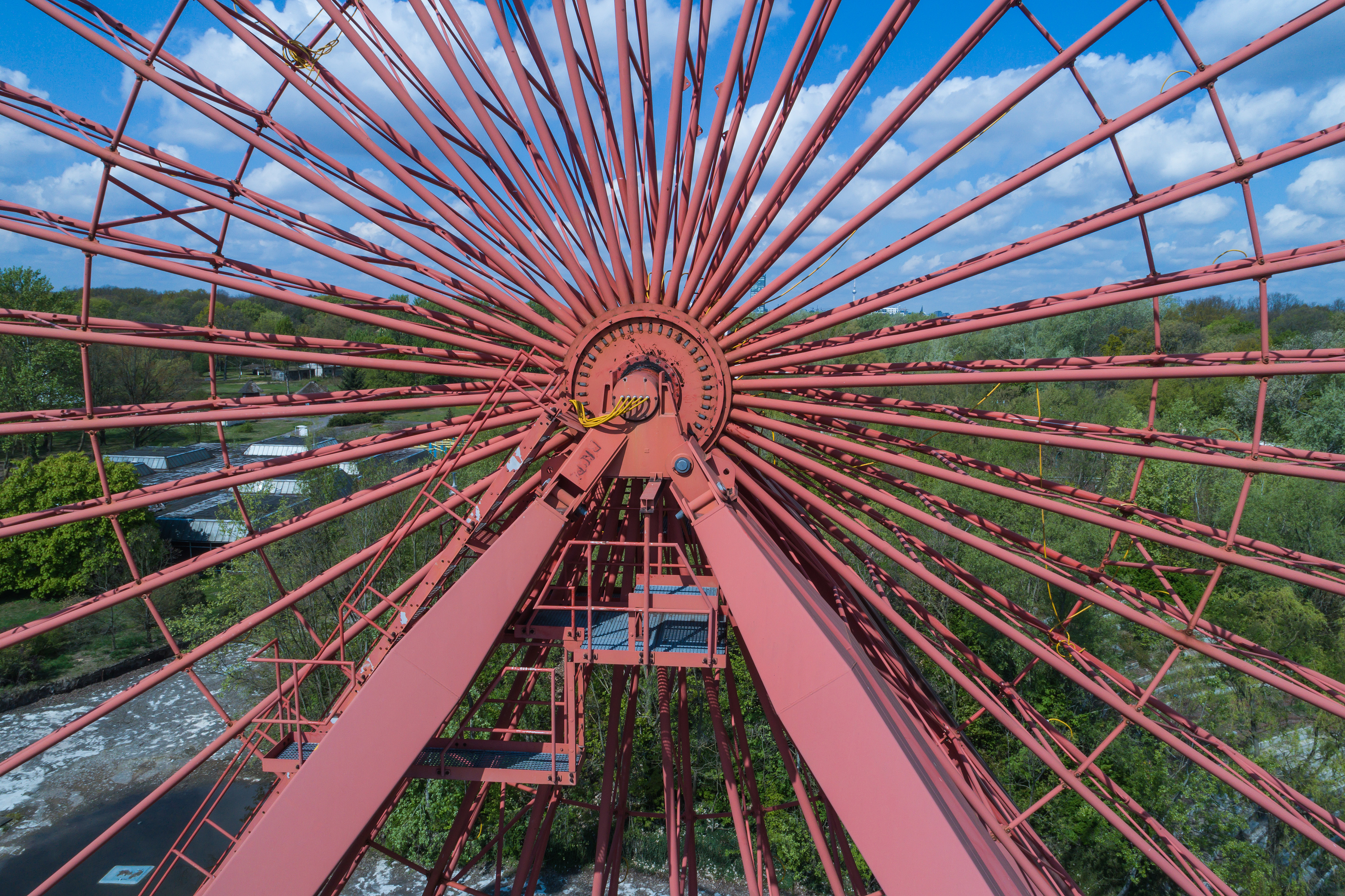
Центр колеса обозрения
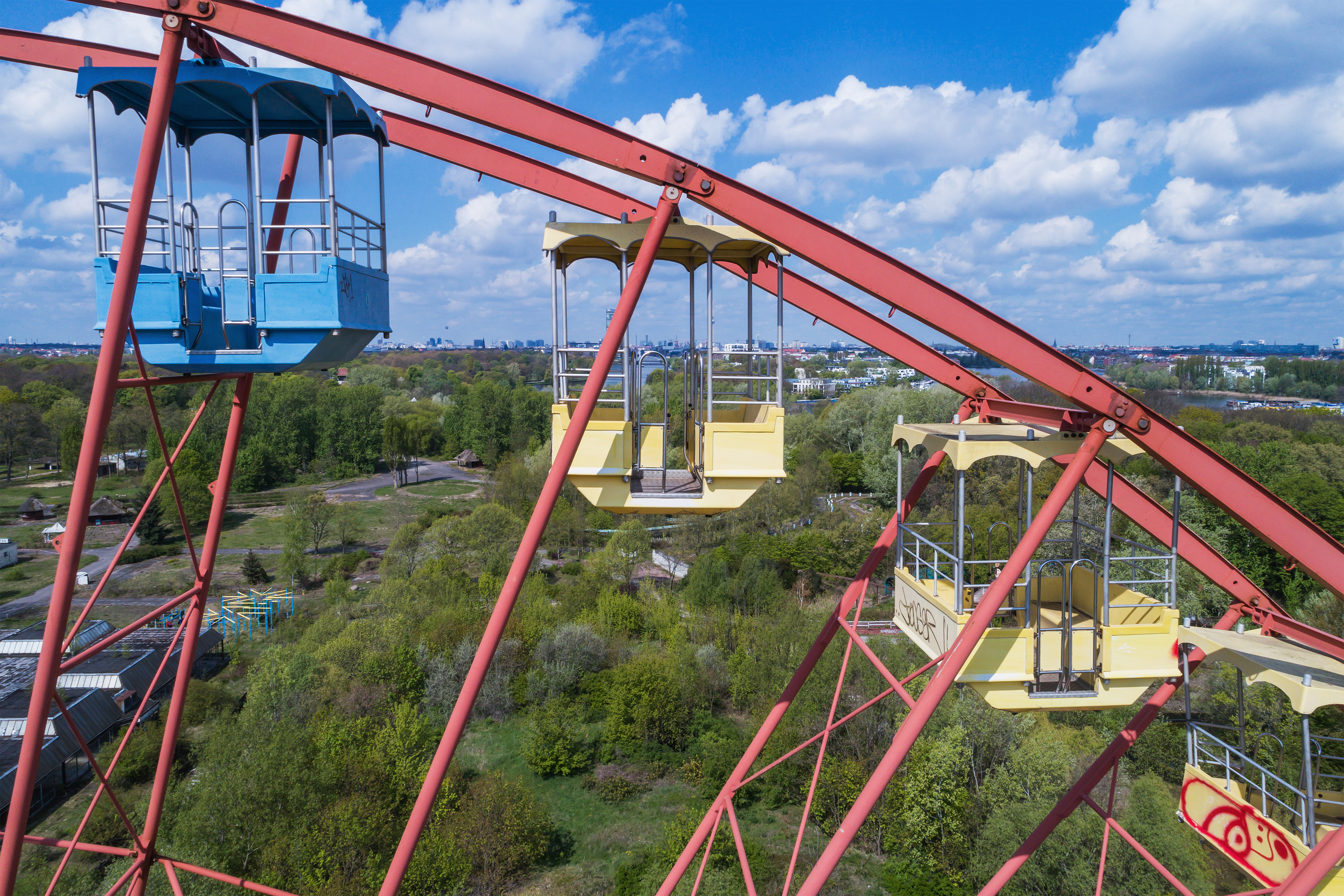
Кабины колеса обозрения
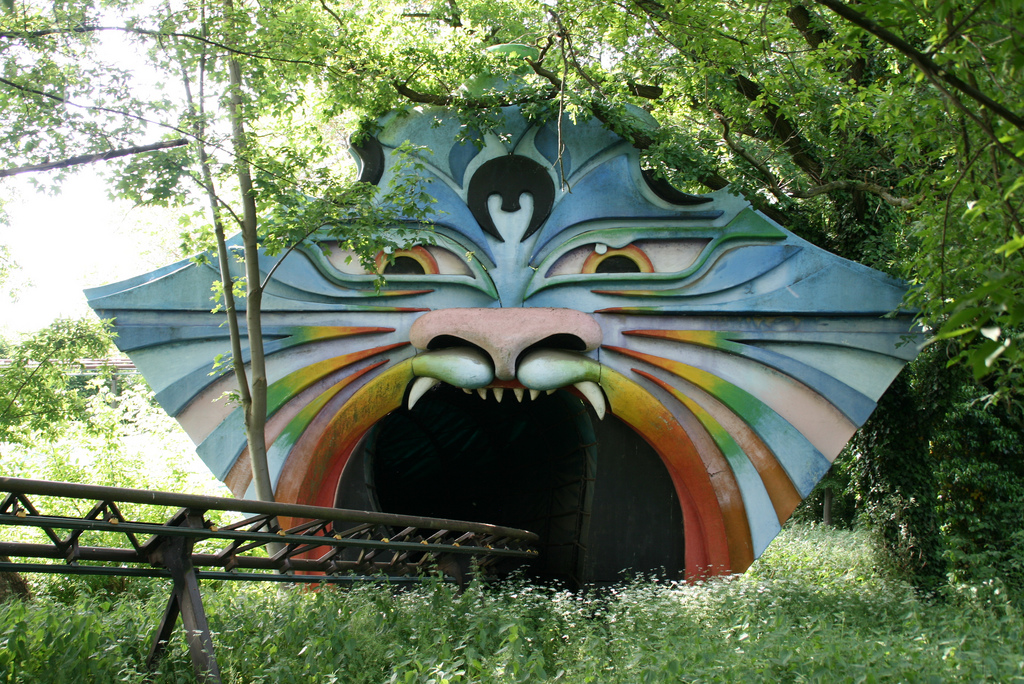
Тоннель американских горок
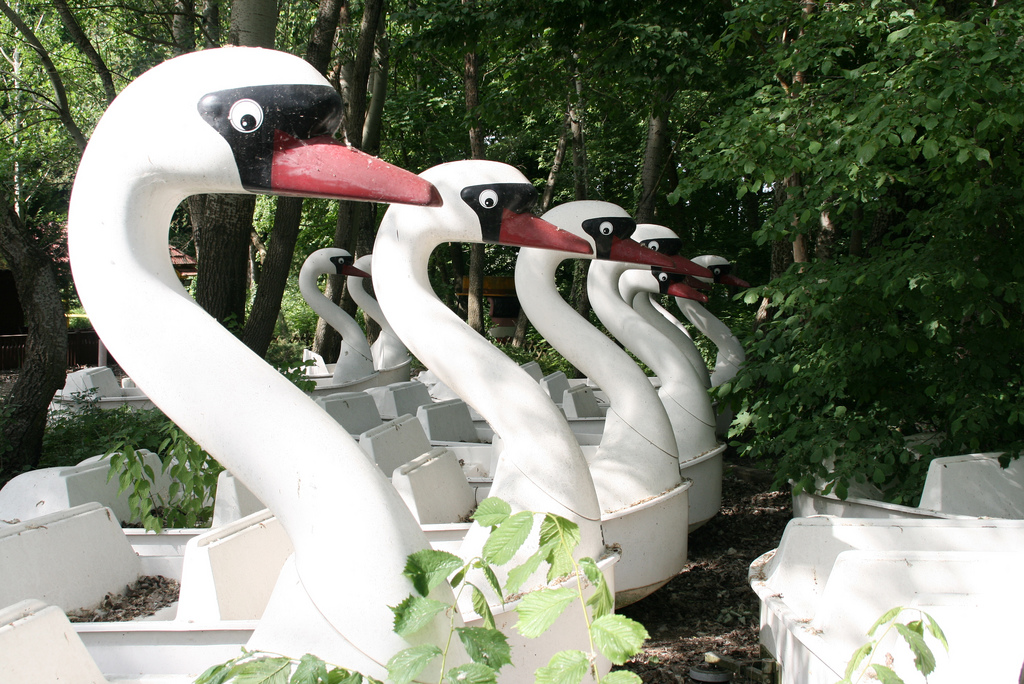
«Лебединая поездка»
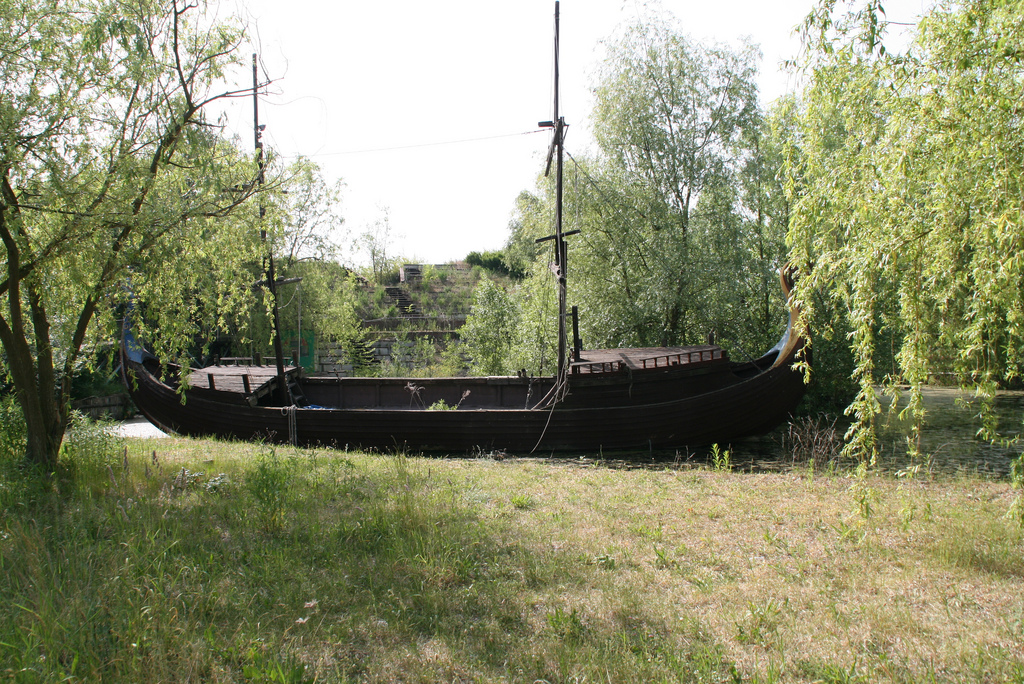
Пиратский корабль
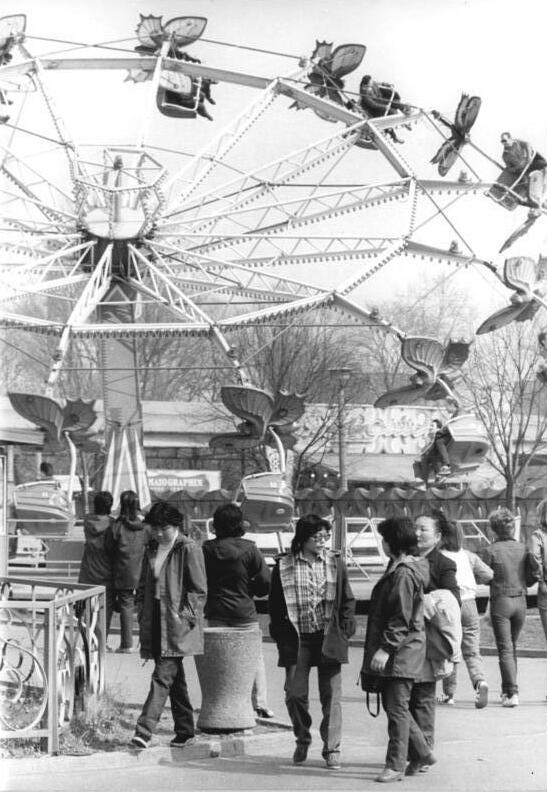
Один из аттракционов парка, 1984 год
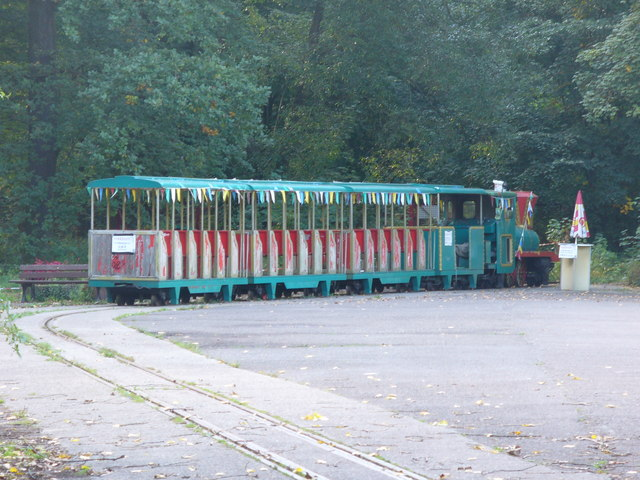
Поезд железной дороги
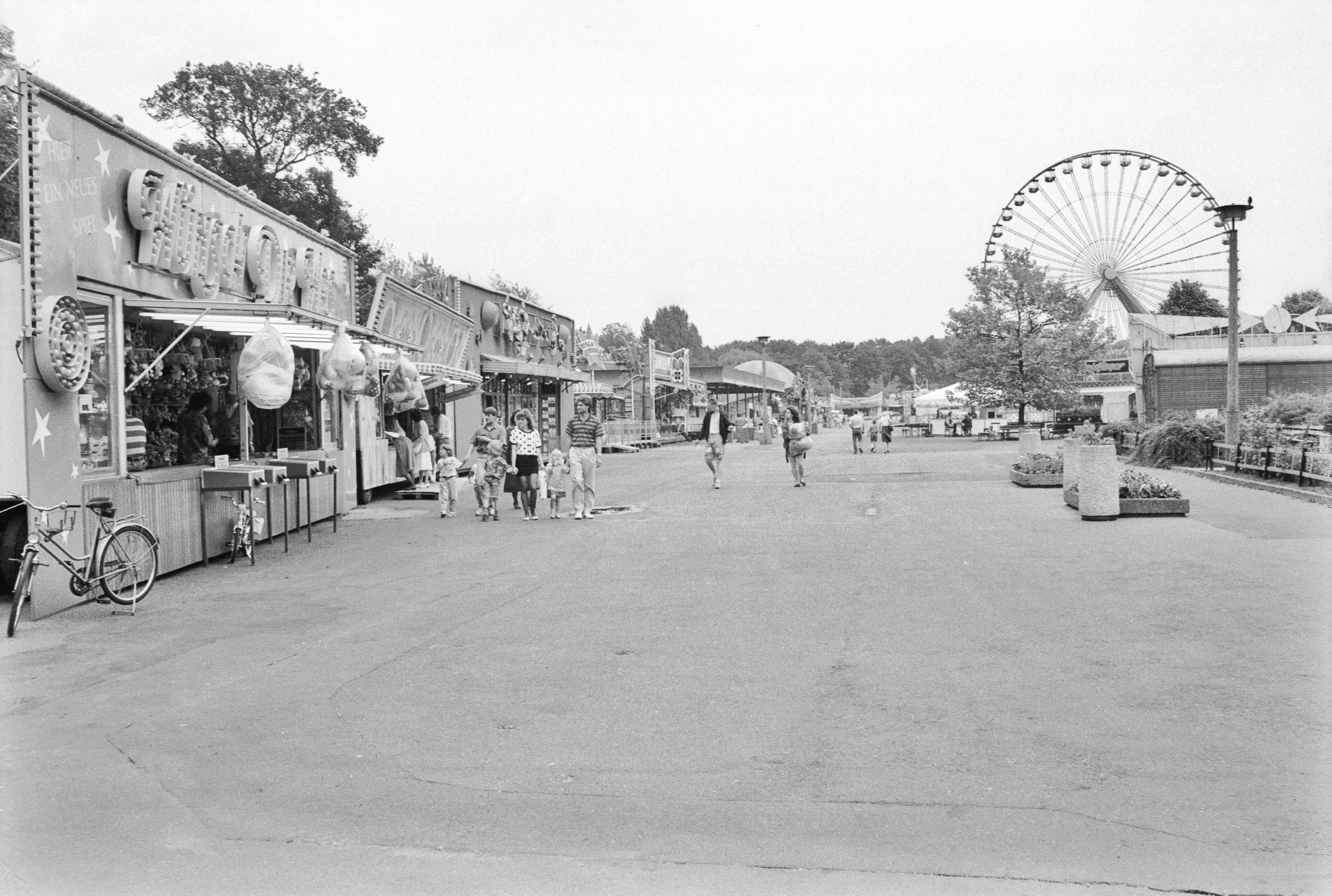
Площадь с киосками, видно колесо обозрения; 1994 год
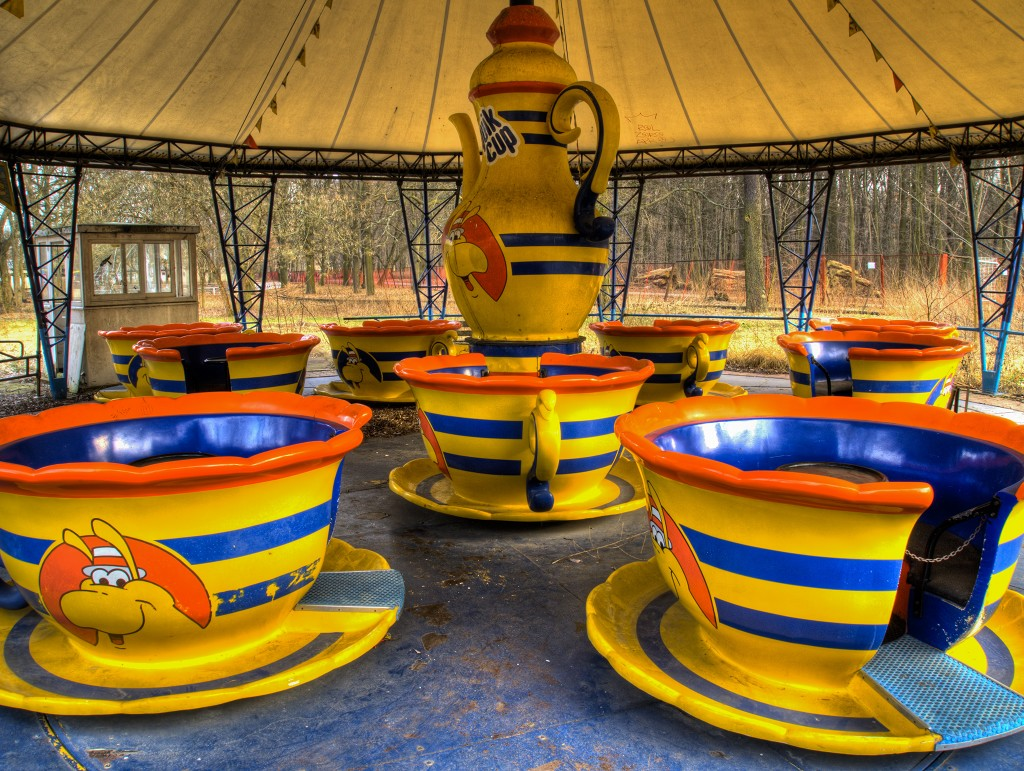
Карусель с чашками
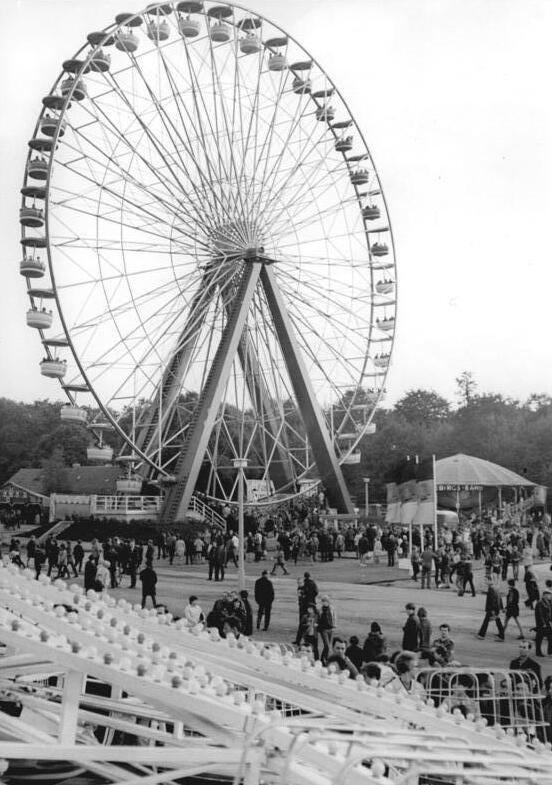
Колесо обозрения, 1989 год
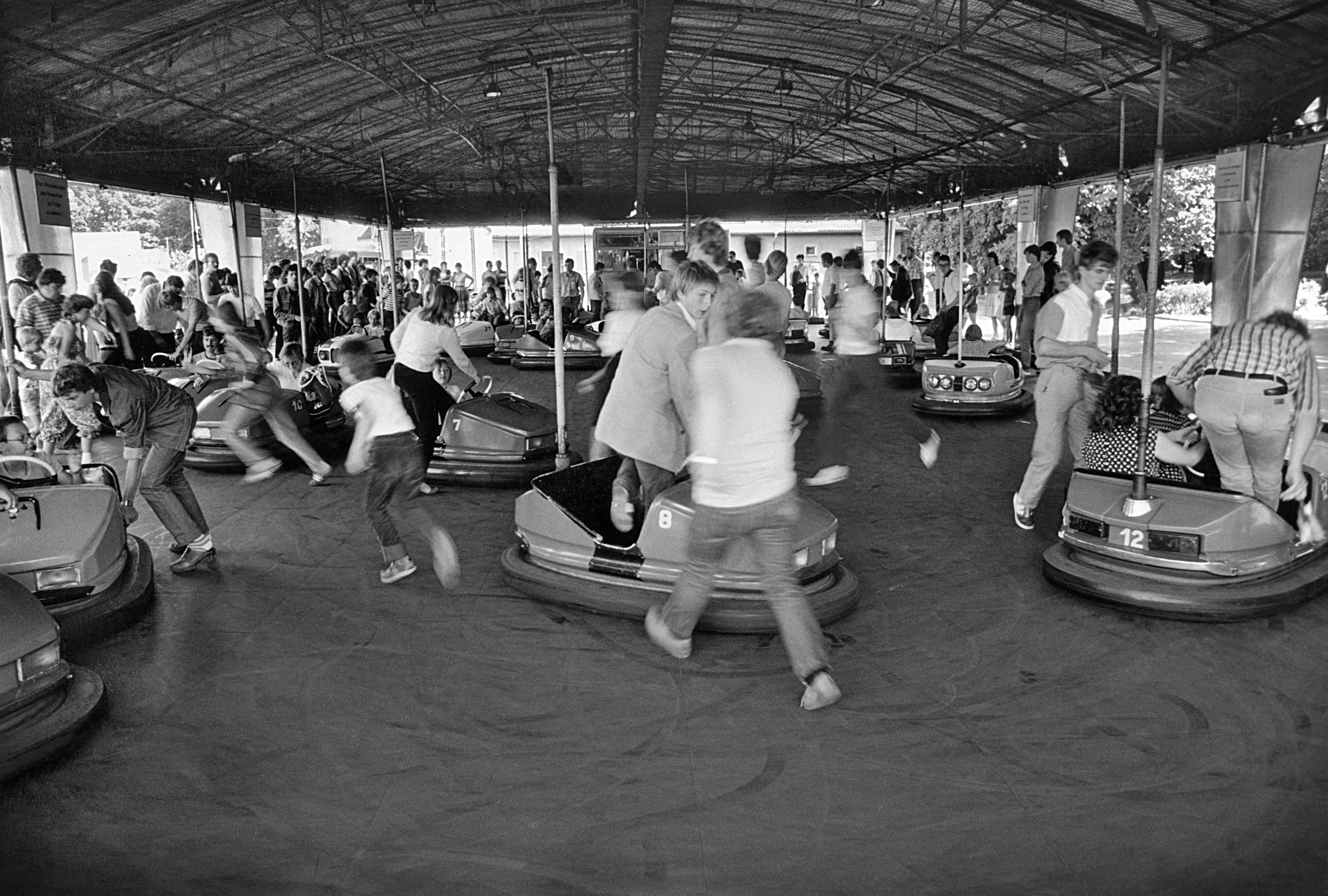
Автодром, 1983 год